# Uriah Hall
Uriah Hall (Spanish Town, 31 de julho de 1984) é um lutador jamaicano de artes marciais mistas (MMA), atualmente compete no Peso-médio do Ultimate Fighting Championship. Ele participou do The Ultimate Fighter: Team Jones vs. Team Sonnen, onde foi finalista.

## Carreira no MMA

### The Ultimate Fighter
Em 9 de Janeiro de 2013, foi anunciado que Hall foi um dos escolhidos para participar da décima sétima edição do The Ultimate Fighter com os treinadores Jon Jones e Chael Sonnen.
No round de abertura valendo uma vaga na casa, Hall venceu Andy Enz por decisão. Hall foi a segunda escolha para a Equipe Sonnen.
No terceiro episódio Hall enfrentou Adam Cella da Equipe Jones. Faltando 10 segundos para o fim do primeiro round, Hall acertou um devastador chute rodado no queixo de Cella e o nocauteou. O nocaute foi declarado o maior nocaute de todo o The Ultimate Fighter por Dana White.
Com a vitória, Hall avançou as quartas de final e enfrentou Robert McDaniel da Equipe Jones. Hall nocauteou McDaniel um golpe de direita em nove segundos do primeiro round. Com isso, Dana White disse que Hall era o lutador "mais perigoso" na história do TUF e Chael Sonnen disse que ele poderia ser um desafiante ao cinturão nessa categoria.
Hall enfrentou Dylan Andrews nas semifinais. Ele teve uma apresentação mais técnica, utilizando jabs na maior parte do primeiro round. No segundo round foi derrubado por Andrews, Hall tentou uma kimura antes de aplicar socos por baixo fazendo Andrews perder o controle da posição, Hall raspou e terminou a luta com o ground & pound.
Hall também é conhecido como Homem Ambulância no Brasil ou Ambulance man.

### Ultimate Fighting Championship
Hall disputou a final do TUF 17, em 13 de Abril de 2013, no The Ultimate Fighter 17 Finale, contra Kelvin Gastelum e perdeu por decisão dividida.
Hall era esperado para enfrentar Nick Ring em 17 de Agosto de 2013 no UFC Fight Night: Shogun vs. Sonnen, porém uma lesão tirou Ring do evento. E ele foi substituído por Josh Samman, porém, Samman também se lesionou e foi substituído por John Howard. Hall perdeu por decisão dividida.
Hall enfrentou Chris Leben em 28 de Dezembro de 2013 no UFC 168. No fim do primeiro round, Hall acertou um soco que derrubou Leben, mas o round acabou. No intervalo, ainda atordoado, Leben disse ao árbitro que não podia continuar. Hall então foi declarado vencedor por nocaute técnico.
Hall enfrentou Thiago de Lima Santos em 5 de Julho de 2014 no UFC 175. Ele venceu a luta por decisão unânime.
Ele era esperado para enfrentar Costa Philippou em 18 de Janeiro de 2015 no UFC Fight Night: McGregor vs. Siver, porém, Philippou se lesionou e foi substituído por Louis Taylor. No entanto, Louis também se lesionou e foi substituído por Ron Stallings e o venceu por nocaute técnico no primeiro round.
Hall enfrentou o brasileiro Rafael Natal em 23 de Maio de 2015 no UFC 187 e foi derrotado por decisão dividida.
Hall era esperado para substituir Derek Brunson e enfrentar Krzysztof Jotko em 20 de Junho de 2015 no UFC Fight Night: Jędrzejczyk vs. Penne. No entanto, Hall teve problemas com o visto para entrar na Polônia e a luta foi cancelada. Semanas depois, Hall foi colocado para enfrentar Joe Riggs em 8 de Agosto de 2015 no UFC Fight Night: Teixeira vs. St. Preux. Riggs se lesionou e foi substituído pelo estreante Oluwale Bamgbose e Hall venceu por nocaute técnico no primeiro round.
Hall substituiu Roan Carneiro e enfrentar Gegard Mousasi em 27 de Setembro de 2015 no UFC Fight Night: Barnett vs. Nelson. Ele venceu a luta por nocaute técnico no segundo round, sendo o primeiro homem a nocautear Mousasi.
Dias após vencer Mousasi, Hall aceitou substituir Michael Bisping e enfrentar Robert Whittaker em 14 de Novembro de 2015 no UFC 193. Hall foi derrotado por decisão unânime.

## Cartel no MMA
| Cartel no MMA   |             |             |
| 27 lutas        | 17 vitórias | 10 derrotas |
| Por nocaute     | 13          | 4           |
| Por finalização | 1           | 0           |
| Por decisão     | 3           | 6           |

| Res.    | Cartel | Oponente              | Método                                        | Evento                                  | Data       | Round | Tempo | Local                     | Notas                                                     |
| ------- | ------ | --------------------- | --------------------------------------------- | --------------------------------------- | ---------- | ----- | ----- | ------------------------- | --------------------------------------------------------- |
| Derrota | 17-10  | Sean Strickland       | Decisão (unânime)                             | UFC on ESPN: Hall vs. Strickland        | 31/07/2021 | 5     | 5:00  | Enterprise, Nevada        |                                                           |
| Vitória | 17-9   | Chris Weidman         | Nocaute Técnico (lesão)                       | UFC 261: Usman vs. Masvidal 2           | 24/04/2021 | 1     | 0:17  | Jacksonville, Florida     |                                                           |
| Vitória | 16-9   | Anderson Silva        | Nocaute Técnico (socos)                       | UFC Fight Night: Hall vs. Silva         | 31/10/2020 | 4     | 1:24  | Las Vegas, Nevada         |                                                           |
| Vitória | 15-9   | Antônio Carlos Júnior | Decisão (dividida)                            | UFC Fight Night: Cowboy vs. Gaethje     | 14/09/2019 | 3     | 5:00  | Vancouver                 |                                                           |
| Vitoria | 14-9   | Bevon Lewis           | Nocaute (soco)                                | UFC 232: Jones vs. Gustafsson II        | 29/12/2018 | 3     | 1:32  | Inglewood, California     |                                                           |
| Derrota | 13-9   | Paulo Costa           | Nocaute Técnico (socos)                       | UFC 226: Miocic vs. Cormier             | 07/07/2018 | 2     | 2:38  | Las Vegas, Nevada         |                                                           |
| Vitória | 13-8   | Krzysztof Jotko       | Nocaute (socos)                               | UFC Fight Night: Rockhold vs. Branch    | 16/09/2017 | 2     | 2:25  | Pittsburgh, Pensilvânia   | Performance da Noite.                                     |
| Derrota | 12-8   | Gegard Mousasi        | Nocaute Técnico (socos)                       | UFC Fight Night: Mousasi vs. Hall II    | 19/11/2016 | 1     | 4:37  | Belfast                   |                                                           |
| Derrota | 12-7   | Derek Brunson         | Nocaute Técnico (soco)                        | UFC Fight Night: Poirier vs. Johnson    | 17/09/2016 | 1     | 1:41  | Hidalgo, Texas            |                                                           |
| Derrota | 12-6   | Robert Whittaker      | Decisão (unânime)                             | UFC 193: Rousey vs. Holm                | 14/11/2015 | 3     | 5:00  | Melbourne                 |                                                           |
| Vitória | 12-5   | Gegard Mousasi        | Nocaute Técnico (chute rodado voador e socos) | UFC Fight Night: Barnett vs. Nelson     | 27/09/2015 | 2     | 0:25  | Saitama                   | Performance da Noite.                                     |
| Vitória | 11-5   | Oluwale Bamgbose      | Nocaute Técnico (socos)                       | UFC Fight Night: Teixeira vs. St. Preux | 08/08/2015 | 1     | 2:32  | Nashville, Tennessee      |                                                           |
| Derrota | 10-5   | Rafael Natal          | Decisão (dividida)                            | UFC 187: Johnson vs. Cormier            | 23/05/2015 | 3     | 5:00  | Las Vegas, Nevada         |                                                           |
| Vitória | 10-4   | Ron Stallings         | Nocaute Técnico (interrupção médica)          | UFC Fight Night: McGregor vs. Siver     | 18/01/2015 | 1     | 3:37  | Boston, Massachusetts     |                                                           |
| Vitória | 9-4    | Thiago de Lima Santos | Decisão (unânime)                             | UFC 175: Weidman vs. Machida            | 05/07/2014 | 3     | 5:00  | Las Vegas, Nevada         |                                                           |
| Vitória | 8-4    | Chris Leben           | Nocaute Técnico (desistência)                 | UFC 168: Weidman vs. Silva II           | 28/12/2013 | 1     | 5:00  | Las Vegas, Nevada         |                                                           |
| Derrota | 7-4    | John Howard           | Decisão (dividida)                            | UFC Fight Night: Shogun vs. Sonnen      | 17/08/2013 | 3     | 5:00  | Boston, Massachusetts     |                                                           |
| Derrota | 7-3    | Kelvin Gastelum       | Decisão (dividida)                            | The Ultimate Fighter 17 Finale.         | 13/04/2013 | 3     | 5:00  | Las Vegas, Nevada         | Final do The Ultimate Fighter 17.                         |
| Vitória | 7-2    | Nodar Kuduxashvili    | Decisão (unânime)                             | Ring of Combat 41                       | 15/06/2012 | 3     | 5:00  | Atlantic City, New Jersey | Venceu Título Vago dos Médios do ROC.                     |
| Vitória | 6-2    | Daniel Akinyemi       | Finalização (chave da calcanhar)              | Ring of Combat 39                       | 10/02/2012 | 1     | 3:58  | Atlantic City, New Jersey |                                                           |
| Vitória | 5-2    | Aung La Nsang         | Nocaute (soco)                                | Ring of Combat 35                       | 08/04/2011 | 3     | 1:57  | Atlantic City, New Jersey |                                                           |
| Derrota | 4-2    | Costa Philippou       | Decisão (dividida)                            | Ring of Combat 34                       | 04/02/2011 | 3     | 4:00  | Atlantic City, New Jersey |                                                           |
| Derrota | 4-1    | Chris Weidman         | Nocaute Técnico (socos)                       | Ring of Combat 31                       | 24/09/2010 | 1     | 3:06  | Atlantic City, New Jersey | Perdeu o Título dos Médios do ROC.                        |
| Vitória | 4-0    | Roger Carroll         | Finalização (soco)                            | Ring of Combat 30                       | 11/06/2010 | 1     | 2:41  | Atlantic City, New Jersey | Ganhou o Título Vago dos Médios do ROC; Não bateu o peso. |
| Vitória | 3-0    | Mitch Whitesel        | Nocaute (socos)                               | Ring of Combat 27                       | 20/11/2009 | 3     | 4:31  | Atlantic City, New Jersey |                                                           |
| Vitória | 2-0    | Edwin Aguilar         | Nocaute Técnico (chute na cabeça)             | Bellator 11                             | 12/06/2009 | 3     | 4:31  | Uncasville, Connecticut   |                                                           |
| Vitória | 1-0    | Mike Iannone          | Nocaute (socos)                               | Ring of Combat 9                        | 29/10/2005 | 1     | 0:44  | Asbury Park, New Jersey   | Estreia Profissional.                                     |